# Ebbe Petrén
Ebbe Oskar Sigfrid Petrén, född 18 maj 1878 i Halmstads församling, Malmöhus län, död 31 mars 1974, var en svensk läkare. Han var son till Carl Daniel Edvard Petrén och Kjerstin Beata Charlotta Göransson samt bror till Thure, Edvard, Alfred, Karl, Bror, Jakob, Gustaf, Viktor och Louise Petrén.
Petrén avlade mogenhetsexamen i Lund 1895 och blev därefter vid Lunds universitet medicine kandidat 1900 och medicine licentiat 1904. Efter förordnanden och stipendier för studier utomlands var han överläkare vid Malmö epidemisjukhus 1908–1943 och biträdande lärare i epidemiologi vid Lunds universitet 1911–1943. Han var verksam som bakteriolog och serolog vid Malmö Allmänna Sjukhus 1914–1943. 
Petrén var ledamot av Arméförvaltningens vetenskapliga råd 1918–43 och sakkunnig i Medicinalstyrelsen för utredning av vissa epidemiologiska frågor 1918–1920. Efter pensioneringen var han verksam som läkare vid AB Addo i Malmö 1948–1959. Han författade skrifter i epidemiologiska och bakteriologiska frågor och promoverades 1932 till medicine hedersdoktor vid Lunds universitet.
Ebbe Petrén är begravd på Sankt Pauli mellersta kyrkogård i Malmö.